# حي القوز
القوز هو حي يقع في إمارة دبي في الإمارات العربية المتحدة في الجزء الغربي من إمارة دبي، تحيط بها كل من مناطق الوصل، وأم الشيف والمنارة والصفا، وتنقسم إلى منطقتين، سكنية وصناعية، تقسم المنطقة السكنية إلى أربع مناطق، القوز1 بعدد سكان 22467 ومساحة 3.6 كيلومتر مربع، والقوز2 بعدد سكان 5838 ومساحة 5.1 كيلومتر مربع، والقوز3 بعدد سكان 54036 ومساحة 2.4 كيلومتر مربع، والقوز4 بعدد سكان 22541 ومساحة2.2 كيلومتر مربع. كما تقسم المنطقة الصناعية إلى 4 مناطق أيضاً، القوز الصناعية1 بعدد سكان 33186 ومساحة 4.8 كيلومتر مربع، والقوز الصناعية2 بعدد سكان 131134 ومساحة 5.1 كيلومتر مربع، والقوز الصناعية3 بعدد سكان 21060 ومساحة 4.4 كيلومتر مربع، والقوز الصناعية4 بعدد سكان 42665 ومساحة 4.7. وبالتالي يكون عدد السكان الإجمالي 332972 نسمة وبمساحة كلية 32.3 كيلو متر مربع وذلك بحسب مركز دبي للإحصاء لعام 2023. والقَوز في اللغة تعني الكثيب العالي من الرمل.

## المرافق
تحتوي منطقة القوز على عدد من المرافق العامة منها الحدائق العامة حديقة القوز وحديقة بحيرة القوز وعدد من الحدائق الأخرى بالأحياء كما تضم المنطقة "السركال أفينيو" الذي يعتبر من أبرز الأحياء ويضم العديد من المعارض الفنية المعاصرة حيث يوفر يوفر مساحات للفنانين لعرض أعمالهم الإبداعية، وتم تصنيفه من ضمن أروع 30 شارعاً في العالم عام 2021 بحسب شركة "تايم أوت" الإعلامية في بريطانيا.

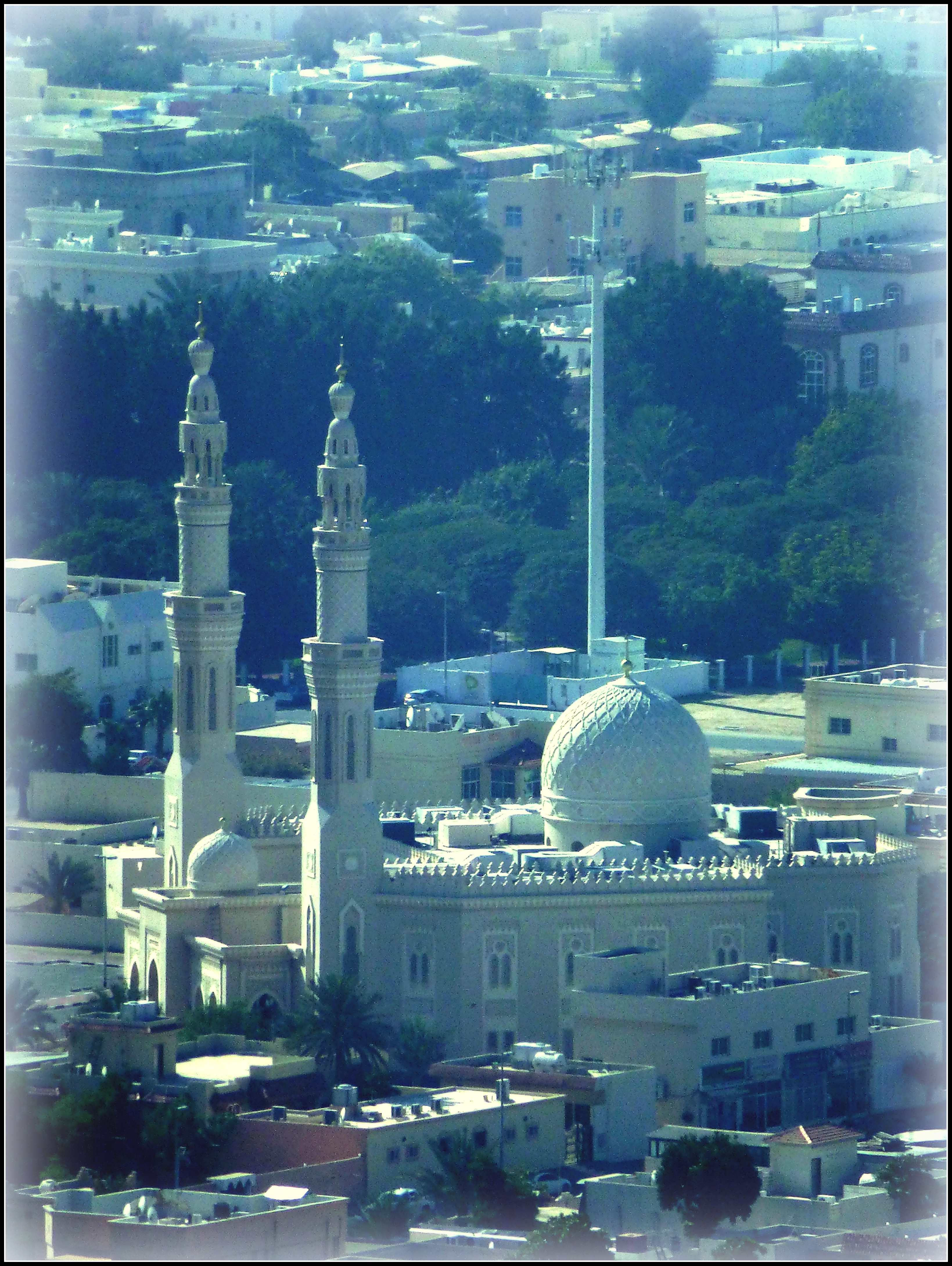

تحتوي منطقة القوز أيضًا على عدد لا بأس به من مراكز التسوق منها: مركز الواحة، مركز دبي للبولنغ، الخيل مول، مركز تايمز سكوير، جراند مول وعدد آخر من المراكز.

## التنظيم
تتكون القوز من منطقة سكنية بشكل رئيسي في الشمال الشرقي ومنطقة صناعية في الجنوب الغربي مع أربعة مجمعات فرعية لكل منهما.
تعد المناطق السكنية في القوز 1 و2 و4 موطناً لعائلات إماراتية بشكل رئيسي. وأحدثها منطقة القوز 2 وهي مكب سابق للنفايات جنوب طريق الخيل باتجاه ميدان وهي المنطقة الوحيدة خارج المستطيل. تستضيف حديقة القوز بوند وتقع على حدود مدينة محمد بن راشد المبنية حديثًا. وفي 12 يناير 2024، تم تغيير اسم القوز 2 إلى “غدير الطير”. القوز 3 صناعية بشكل رئيسي.